# Буксбаумія
Буксбаумія (Buxbaumia) — рід дванадцяти видів моху (Bryophyta). Вперше він був названий у 1742 році Альбрехтом фон Галлером, а пізніше введений у сучасну ботанічну номенклатуру в 1801 році Йоганном Гедвігом на честь Йоганна Крістіана Буксбаума, німецького лікаря та ботаніка, який відкрив мох у 1712 році в гирлі річки Волги. Мох мікроскопічний протягом більшої частини свого існування, і рослини помітні лише після того, як вони починають виробляти свої репродуктивні структури. Асиметрична спорова капсула має характерну форму та структуру, деякі риси якої є перехідними від властивостей примітивних мохів до більшості сучасних мохів.

## Поширення
Батьківщиною є Європа, Північна Америка, Азія, Австралія, Нова Зеландія.
Мох є однорічною або дворічною рослиною і росте в порушених середовищах існування або як піонерний вид. Росте на гнилій деревині, скелях або безпосередньо на ґрунті.

## Види
Buxbaumia aphylla
Buxbaumia colyerae
Buxbaumia himalayensis
Buxbaumia javanica
Buxbaumia minakatae
Buxbaumia novae-zelandiae
Buxbaumia piperi
Buxbaumia punctata
Buxbaumia symmetrica
Buxbaumia tasmanica
Buxbaumia thorsborneae
Buxbaumia viridis